# Patrick Geuens
Patrick Geuens (Turnhout, 9 november, 1961) is een Belgisch politicus voor de lokale partij Nieuw Retie.

## Levensloop
Geuens werkte als elektricien bij Belgonucléaire in Dessel, tot het bedrijf in 2008 de deuren sloot.
Geuens was voor het eerst kandidaat bij de gemeenteraadsverkiezingen van 2000.. Na de verkiezingen werd hij in Retie schepen van Openbare werken, Sport, Huisvesting en Patrimonium. Tijdens de legislatuur 2007-2012 was hij schepen van Openbare Werken, Verkeer, Patrimonium, Energie, Groenvoorzieningen en Begraafplaatsen.
Na de lokale verkiezingen van 2012 werd Geuens met 1.305 voorkeurstemmen de populairste politicus van Retie. Hij volgde partijgenoot Cis Schepens op als burgemeester, die wegens gezondheidsproblemen een stap opzij zette. Nieuw Retie behaalde 9 zetels en sloot een bestuursakkoord met N-VA, dat twee schepenen leverde. Samen hadden ze een meerderheid met 11 op 21 zetels.
Bij de lokale verkiezingen van 2018 behaalde Nieuw Retie een absolute meerderheid met 11 op 21 zetels. Patrick Geuens behaalde 2067 voorkeursstemmen en werd zo de populairste politicus van het dorp.